# Distrito electoral de Herrin (Illinois)
Herrin (en inglés: Herrin Precinct) es un distrito electoral ubicado en el condado de Williamson en el estado estadounidense de Illinois. En el Censo de 2010 tenía una población de 15269 habitantes y una densidad poblacional de 158,35 personas por km².

## Geografía
Según la Oficina del Censo de los Estados Unidos, tiene una superficie total de 96.42 km², de la cual 93.79 km² corresponden a tierra firme y (2.73%) 2.64 km² es agua.

## Demografía
Según el censo de 2010, había 15269 personas residiendo en Herrin. La densidad de población era de 158,35 hab./km². De los 15269 habitantes, Herrin estaba compuesto por el 95.03% blancos, el 2% eran afroamericanos, el 0.2% eran amerindios, el 0.62% eran asiáticos, el 0.03% eran isleños del Pacífico, el 0.43% eran de otras razas y el 1.69% pertenecían a dos o más razas. Del total de la población el 1.89% eran hispanos o latinos de cualquier raza.